# Leggelderveld
Het Leggelderveld is een natuurgebied in de Nederlandse provincie Drenthe.
Het ligt ten zuiden van het dorp Hoogersmilde en is genoemd naar het dorp Leggeloo dat ten zuidwesten van het gebied ligt. Het gebied maakt deel uit van het Natura 2000-gebied Drents-Friese Wold & Leggelderveld.

## Natuur
Het Leggelderveld is eigendom van de Vereniging Natuurmonumenten. De site van de vereniging omschrijft het als een afwisselend gebied bestaande uit bos, droge en natte heide, schraal grasland, zandafgravingen en veenputten. "De hoogteverschillen tot ruim vier meter maken het natuurgebied extra gevarieerd", zo staat er verder. In 1957 kocht Natuurmonumenten hier zijn eerste percelen. Stukje bij beetje is steeds meer grond verworven. Door te ruilen bij ruilverkavelingen is een groot aaneengesloten natuurgebied van ruim 300 hectare ontstaan.
Paarden, runderen en Drentse heideschapen worden volgens Natuurmonumenten ingezet om het Leggelderveld te doen veranderen in een parkheidelandschap. In het vochtige veld groeien zeldzame planten als klokjesgentiaan, beenbreek, tengere heideorchis en veenpluis. Er leven adders, roodborsttapuiten, grote heidevlinders en gentiaanblauwtjes.

## Reliëf
Het Leggelderveld is het restant van een oorspronkelijk uitgestrekt heideveld. Het maakte deel uit van het esdorpenlandschap met de esdorpen Leggeloo en Eemster. Zandverstuivingen hebben voor de hoogten en laagten in het gebied gezorgd. Met het steken van turf zijn door menselijk toedoen veenputten en vennen ontstaan. Het Blauwe Meer, dat ten noorden aan het gebied grenst, is gegraven voor zandwinning. De zandafgraving herbergt een oeverzwaluwkolonie. In de Voortse Zandduinen liggen restanten van een Duitse verdedigingslinie uit de Tweede Wereldoorlog. Het zijn restanten van de zogenoemde Frieslandlinie. Deze bestond uit zigzagvormige loopgraven en een tankgracht. Deze tankgracht liep oorspronkelijk helemaal van Zwolle naar Delfzijl.